# (3621) Curtis
(3621) Curtis est un astéroïde de la ceinture principale.

## Description
(3621) Curtis est un astéroïde de la ceinture principale. Il fut découvert le 26 septembre 1981 à la station Anderson Mesa par Norman G. Thomas. Il présente une orbite caractérisée par un demi-grand axe de 3,10 UA, une excentricité de 0,19 et une inclinaison de 2,7° par rapport à l'écliptique.